# اليعقوبية
اليعقوبية قرية سورية تتبع ناحية الجانودية في منطقة جسر الشغور في محافظة إدلب. بلغ عدد سكانها 476 نسمة في عام 2004 حسب إحصاء المكتب المركزي للإحصاء. تقع شمال غرب سوريا، وتبعد عن مدينة حلب 140 كم وعن دمشق العاصمة 385 كم، وترتفع عن سطح البحر 460 م. أصل القرية سريانية وسميت باليعقوبية نسبة ليعقوب البرادعي الذي كان صاحب مذهب من مذاهب الديانة المسيحية. سكانها يتكلمون العربية والأرمنية، ويتبعون المسيحية (أرمن أرثوذكس وكاثوليك ولاتين كاثوليك).
من بعض القرى والمدن المحيطة بها جسر الشغور،دركوش، حمام الشيخ عيسى، القنية، والغسانية والجانودية.

## المناخ
تتمتع القرية بمناخ معتدل بارد في الليل لكون المنطقة جبلية ومرتفعات عالية.

## الزراعة
تعرف اليعقوبية بتنوع فصولها وبتنوع محاصيلها الزراعية، فيها الكثير من اشجار الفواكهة والاشجار المثمرة وتشتهر بزراعة أشجار الزيتون منذ القدم حتى وقتنا الحالي، وأيضاً بزراعة التفاح والخوخ والجوز واللوز وغيرها.

## السياحة
تعد اليعقوبية المصيف المفضل للكثيرين ويأمها السياح بشكل كبير من مدينة حلب للتمتع بروعة الطبيعة والجو الجميل، وفيها كنيسة ومزار القديسة آنّا يؤمها الزوار من جميع المذاهب والأديان. ومعجزات كثيرة حصلت لكثير من الناس (مسلمين ومسيحيين). وهناك أيضا كنيسة القديسة هربسيميه الأرمنية الأرثوذكسية بالإضافة إلى كنيسة أرمنية كاثوليكية.